# Agave attenuata
Агава атенуата (Agave attenuata — укр. агава відтянута, витянута; місцеві назви: англ. Fox Tail Agave — агава-лисячий хвіст, Drachenbaum-Agave) — сукулентна рослина роду агава (Agave) підродини агавових (Agavoideae).

## Морфологічні ознаки

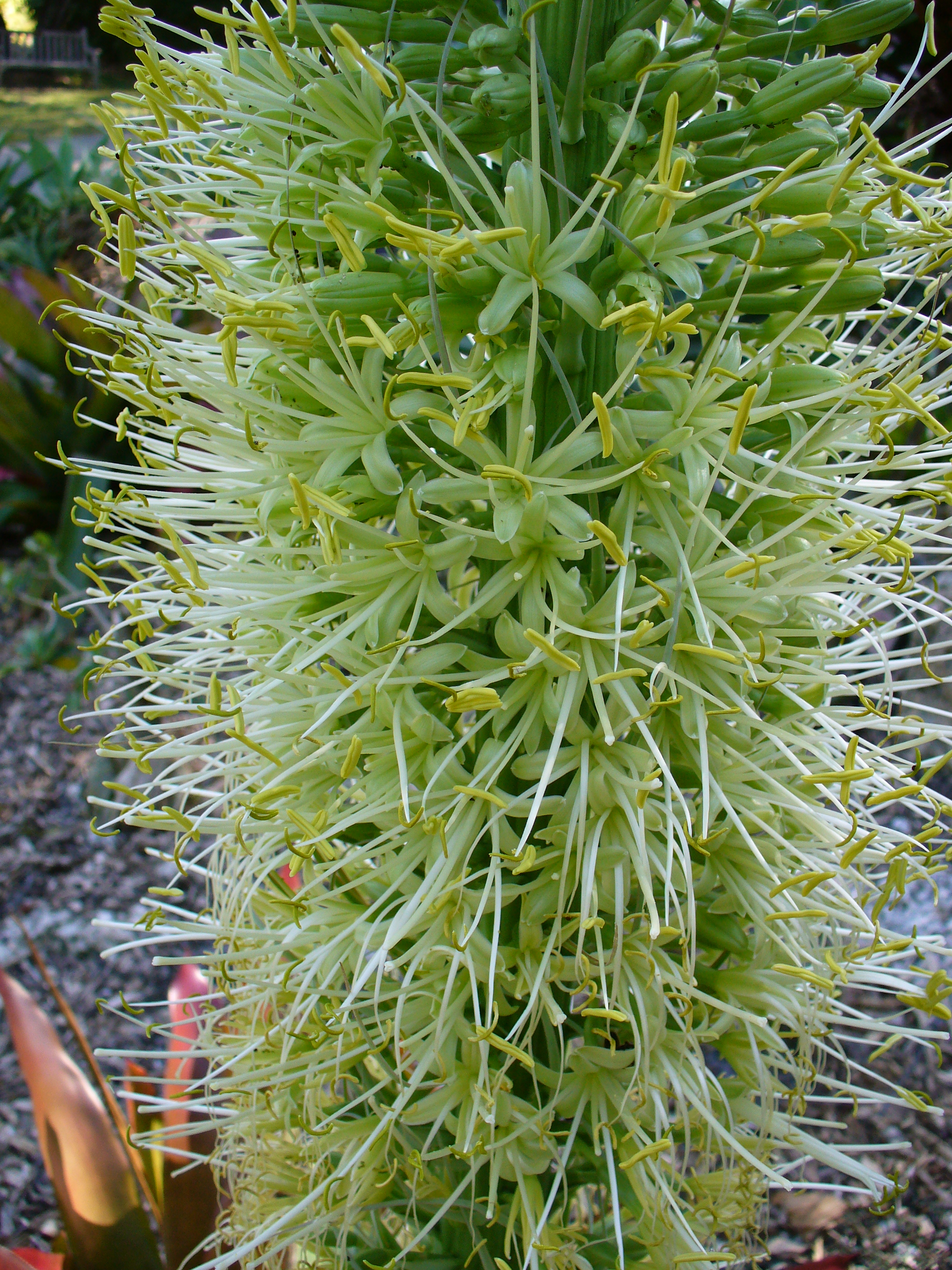
Квіти

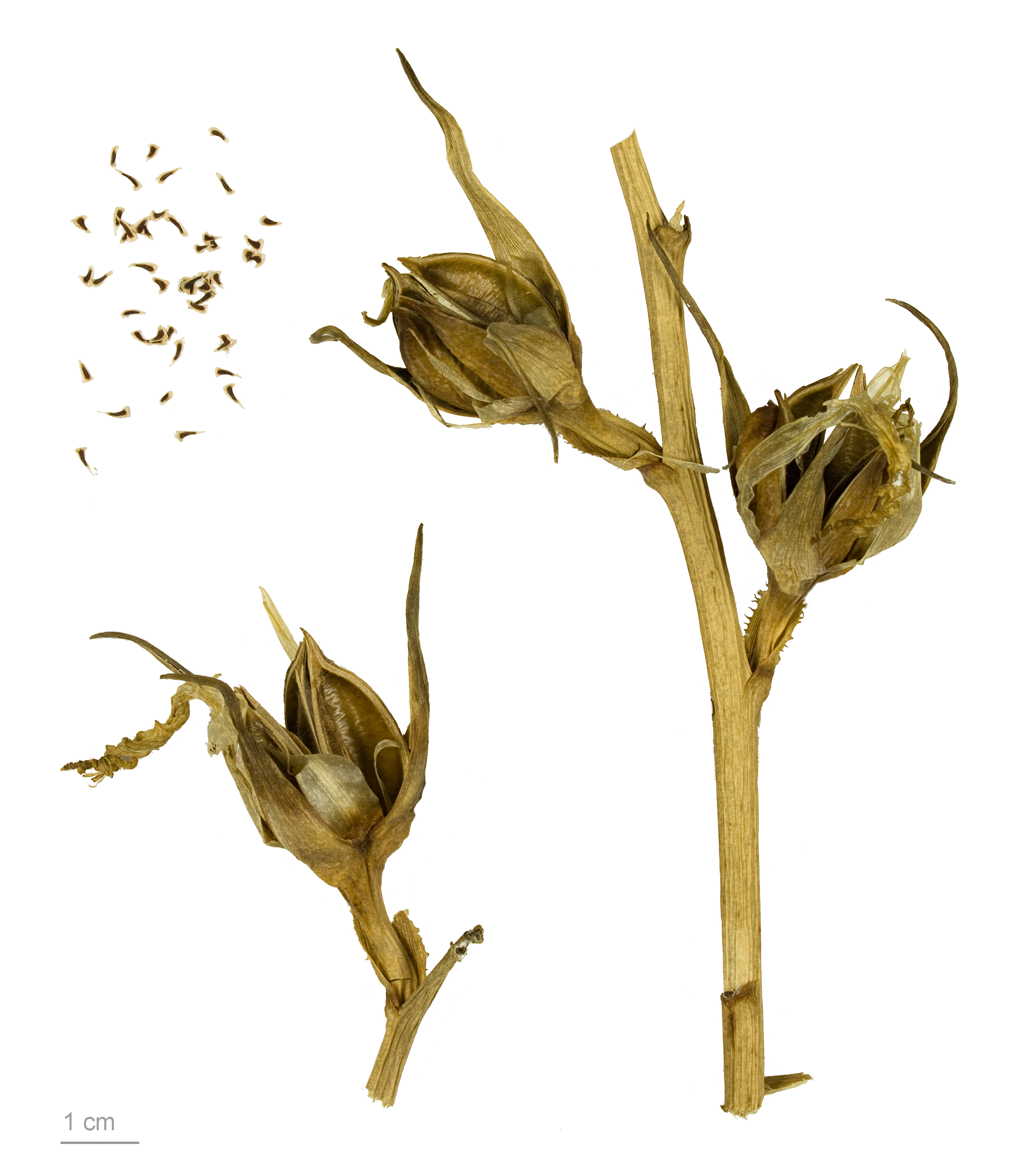
Agave attenuata — Тулузький музей

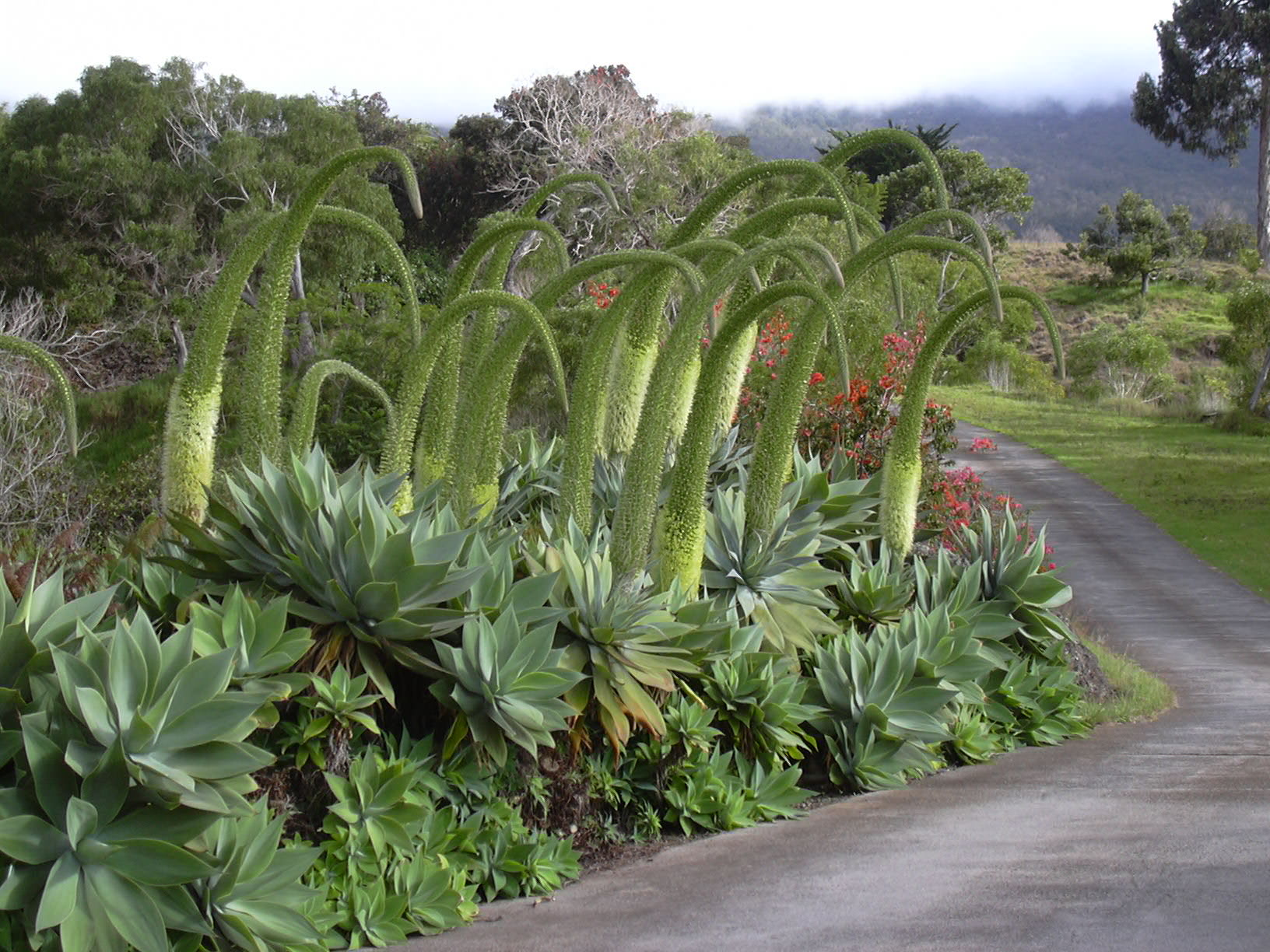
Цвітіння

Потужна рослина зі стеблом, що досягає 1,5 м заввишки і 8 — 15 см в діаметрі, прямостоячим або трохи пониклим, увінчаним розеткою з 20 — 25 м'ясистого листя. Листя завдовжки 50-70 см, завширшки 12-16 см, подовжені, з гладкими краями та загостреними кінчиками. Поверхня листків, плоска або злегка увігнута, буває різного кольору — від сірого до зелено-блакитного або навіть жовтувато-зеленого. З розетки з часом виростає величезне, спочатку пряме, а потім похиле суцвіття довжиною до 3 м, що складається із зеленувато-жовтих воронкоподібних квіток довжиною 3-5 см. Коли рослина відцвітає, утворюються бульби, які можна використовувати для розмноження.

## Місце зростання
Центральні райони Мексики.

## Догляд
Ґрунт повинен бути пухким і добре дренованим. У порівнянні з іншими видами агав, які надають перевагу сонячним місцям, ця агава може добре рости і на тінистих ділянках. У період вегетації полив повинен бути рясним, взимку його припиняють.

## Розмноження
Насінням або прикореневими пагонами навесні або восени.